# Paranaiba
Paranaíba (Rio Paranaíba) – rzeka w południowo-wschodniej części Brazylii, o długości około 1450 km. Swoje źródła ma w górach Serra da Mata da Corda. Po połączeniu z Rio Grande tworzy Paranę.
Głównymi dopływami są: Verde, Prata i Araguari. Większe miasta leżące nad Paranaíbą to: Itumbiara, Alegre oraz São Simão. Na rzece (w São Simão) wybudowano hydroelektrownię. W dolnym biegu posiada wiele wodospadów i bystrz. W dorzeczu wydobywane są diamenty.